# Ágnes Bartha
Ágnes Bartha (* 5. ledna 1964 Târgu Mureș) je rumunská režisérka, redaktorka a fotografka maďarské televize. Je manželkou Sándora Kacsóa.

## Životopis
Ágnes Bartha absolvovala v roce 1989 geologii v Bukurešti, v roce 1999 také režii v Bukurešti. Od roku 1990 je redaktorkou maďarského vysílání rumunské televize.

## Dokumentární filmy
- Michael mi is megbocsátunk… (cena festivalu Érintő 1999), Szoboszlay, Egy mezésí nap (spolu s Katalin Daczó), Keskenyvágányon.

## Umělecké video
- Virus Lassú založeno na románu Vilmose Ágostona (1999).